# Ucieczka do Egiptu (fresk Giotta)
Ucieczka do Egiptu – fresk autorstwa Giotto di Bondone namalowany ok. 1305 roku dla kaplicy Scrovegnich w Padwie.
Jeden z 40 fresków namalowanych przez Giotta w kaplicy Scrovegnich należący do cyklu scen przedstawiających życie Joachima i Anny, rodziców Marii oraz Chrystusa.

## Geneza
Fresk podejmuje temat ucieczki Świętej Rodziny, będącej następstwem prześladowań Heroda. Epizod został opisany głównie w Ewangelii Mateusza:

Gdy oni odjechali oto anioł Pański ukazał się Józefowi we śnie i rzekł: „Wstań, weź Dziecię i Jego Matkę i uchodź do Egiptu; pozostań tam, aż ci powiem; bo Herod będzie szukał Dziecięcia, aby je zgładzić”. On wstał, wziął w nocy Dziecię i Jego Matkę i udał się do Egiptu; tam pozostał aż do śmierci Heroda. Tak miało się spełnić słowo, które Pan powiedział przez Proroka: Z Egiptu wezwałem Syna mego.
— (Mt 2:13-15 BT)

Wiele innych epizodów związanych z ucieczką zostało opisane w apokryficznych pismach m.in. w Ewangelii Pseudo-Mateusza. Na opisie w niej zawartej inspirował się Giotto.
W centralnej części fresku znajduje się Maria siedząca na osiołku. Na kolanach trzyma małego Jezusa, a przed upadkiem zabezpiecza go pas przewiązany przez szyję matki. Na tym samym ośle Maria wcześniej przybyła do Betlejem; na tym samym Chrystus wjedzie do Jerozolimy (Wjazd do Jerozolimy). Piramidalną bryłę jaką tworzy Maria i zwierzę odpowiada w tle skała w kształcie piramidy. Taki zabieg stwarza optyczną syntezę przestrzeni. Z przodu pochodu kroczy Józef w towarzystwie jednego z czterech wędrowców przedstawionych na fresku. Według Ewangelii Pseudo-Mateusza, Świętej Rodzinie towarzyszyli starsi synowie Józefa z jego poprzedniego małżeństwa. Trzej pozostali wędrowcy zamykają pochód swobodnie z sobą rozmawiając. Nad uciekinierami widać anioła pokazującego drogę Świętej Rodzinie.